# Teofil Adamski

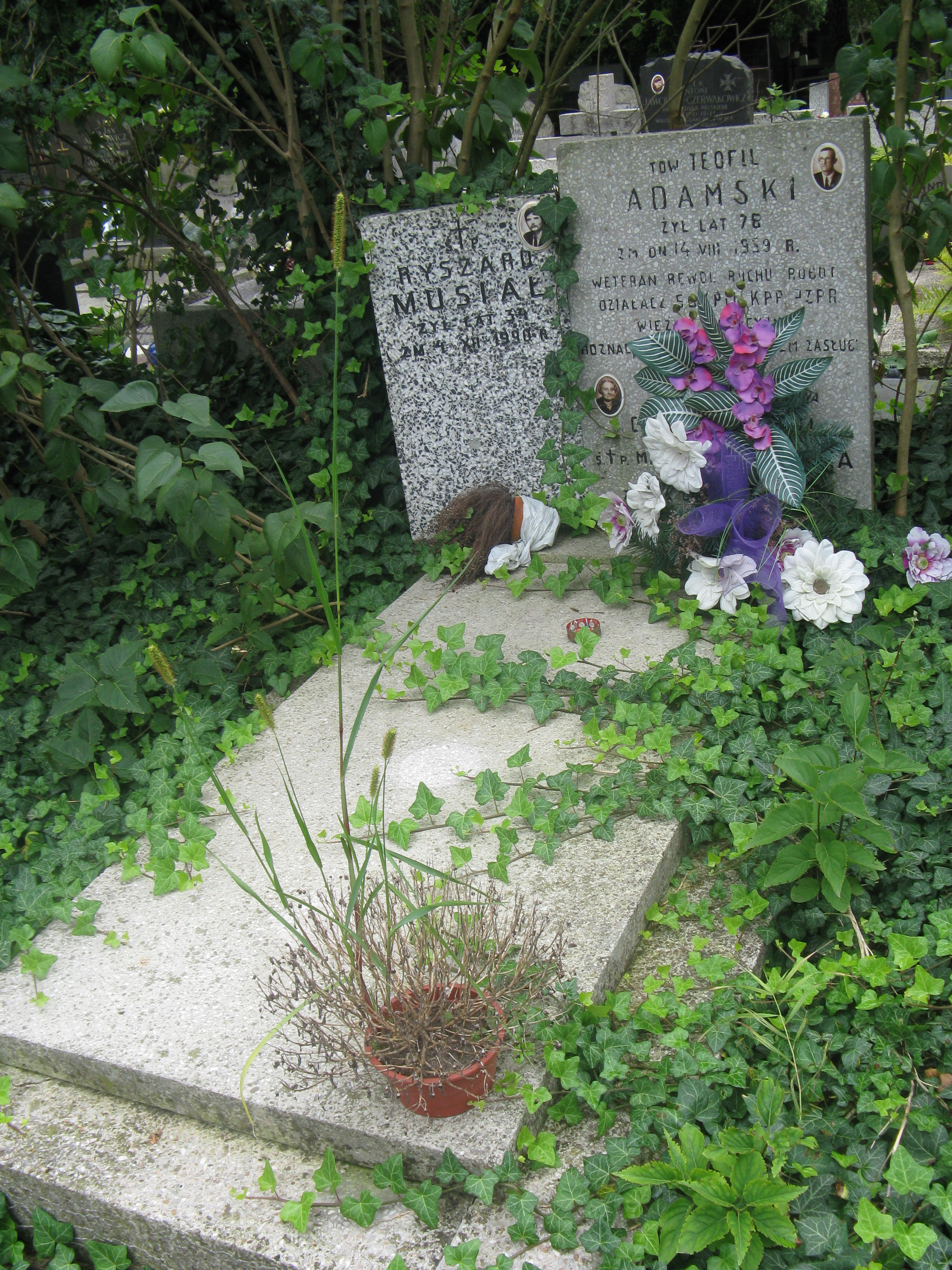
Grób Teofila Adamskiego na Cmentarzu Wojskowym na Powązkach

Teofil Adamski pseud. Jerzyk (ur. 15 stycznia 1883 w Kłonówku, zm. 14 sierpnia 1959 w Warszawie) – polski działacz komunistyczny.

## Życiorys
Skończył 4 klasy szkoły podstawowej i został uczniem w fabryce metalowej. W 1900 wziął udział w strajku i starciach z łamistrajkami, za co został aresztowany. Później kolportował ulotki i pisma SDKPiL w remizie tramwajów konnych na Woli, a w 1903, zagrożony aresztowaniem, udał się do Charkowa, później do Kramatorska, gdzie został ślusarzem w fabryce i działał w organizacji SDKPiL wśród polskich robotników. W 1904 został wcielony do rosyjskiej armii, był wartownikiem przy więzieniu w Jekaterynosławiu. Na polecenie SDKPiL wziął udział w zorganizowaniu ucieczki 21 więźniów politycznych, za co skazano go na 4 lata więzienia. Po zwolnieniu wrócił na krótko do Kraju Nadwiślańskiego, po czym ponownie wyjechał w głąb Rosji w poszukiwaniu pracy. W sierpniu 1914 w związku z wybuchem I wojny światowej ponownie wcielony do rosyjskiej armii, do kraju wrócił w grudniu 1918 i osiadł w Warszawie, gdzie pracował na robotach publicznych. Wstąpił do Związku Zawodowego Robotników i Robotnic Przemysłu Budowlanego i w 1919 do KPRP, wkrótce został aresztowany i skazany na 3 lata więzienia w Płocku. 1924-1930 pracował w fabryce budowy lokomotyw, gdzie był mężem zaufania załogi i działaczem Związku Robotników Przemysłu Metalowego w Polsce. Od 1932 robotnik budowlany, w 1933 skazany na 4 lata więzienia za działalność komunistyczną. Po wyjściu z więzienia w Koronowie w 1936 pracował do 1939 na robotach drogowych. W 1940 osadzony w obozie koncentracyjnym w Radogoszczy, skąd po 6 miesiącach zbiegł z grupą więźniów. Do końca okupacji ukrywał się, a w grudniu 1944 zorganizował komórkę PPR w Miedzeszynie, której został I sekretarzem. 1946-1953 starszy wartownik w Ministerstwie Finansów, później do 1956 rewident w Państwowej Wytwórni Papierów Wartościowych. Otrzymał rentę dla zasłużonych, był odznaczony m.in. Krzyżem Oficerskim Orderu Odrodzenia Polski.
Pochowany na wojskowych Powązkach (kwatera 28BII-5-27).